# Papara

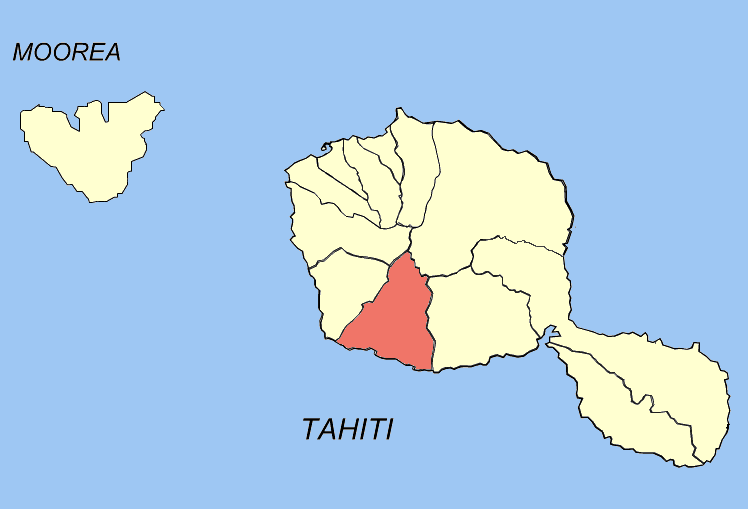
Lage der Gemeinde Papara

Papara ist eine Gemeinde im Südsüdosten der Insel Tahiti in Französisch-Polynesien. Die Gemeinde mit einer Höhendifferenz von 0 bis 1638 m. ü. M. ist 93 km² groß. Dort leben im Durchschnitt 126 Personen auf einem Quadratkilometer. Die Einwohnerzahl beläuft sich auf rund 11.700.

## Gliederung
Die Gemeinde ist nicht weiter in communes associées untergliedert, auf der Regionalebene darunter jedoch in vier quartiers, von West nach Ost:
1. Tiamao/Afarerii
2. Afarerii/Vaitiare
3. Taitihaa/Taharuu
4. Haumaua/Atimaono

## Kirchen
- Kirche der Siebenten-Tags-Adventisten
- Evangelische Kirche
- Katholische Kirche Saint Michel
- Kirche der Heiligen der Letzten Tage

## Sehenswürdigkeiten
- Marae de Mahaiatea
- Der Strand „Plage de Taharuu“
- Lagune
- Wasserfall
- Der Küstenabschnitt „Mateoro“

## Sport
Die einzige Golfanlage der Insel befindet sich in Papara.